# Geofoam

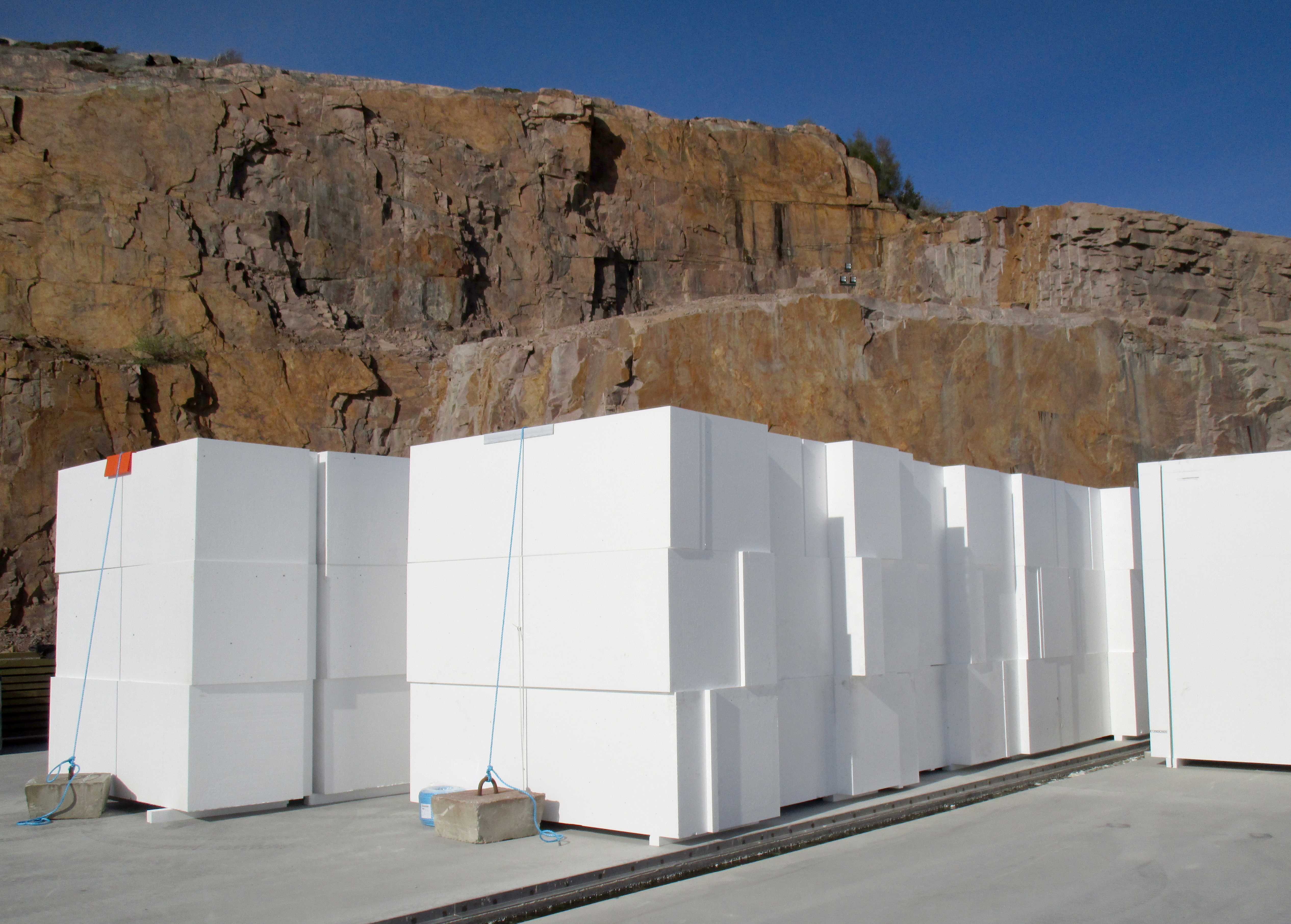
Bloques de geofoam en un entorno de construcción.

El geofoam (o geoespuma)  es un material de construcción formado por bloques grandes  y ligeros de poliestireno expandido  (EPS) o poliestireno extrusionado  (XPS).  Los bloques varían en medida pero a menudo son de 2 m × 0,75 m × 0,75 m (6,6 pies × 2,5 pies × 2,5 pies).  La función principal es la de proporcionar un relleno de huecos ligero y resistente debajo de una carretera , un puente de aproximación, un terraplén o un estacionamiento. El  EPS Geofoam minimiza el  drenaje de líquidos en servicios públicos subterráneos. Geofoam se utiliza en un amplio abanico de aplicaciones, incluyendo rellenos ligeros, rellenos de techo verde, rellenos compresibles, aislantes térmicos, y los antes mencionados drenajes (dándole la forma apropiada ).

## Geocomb
El geofoam comparte principios con las "geocomb" (anteriormente denominadas estructuras celulares ultraligeras) que se ha definido como "cualquier material manufacturado creado por un proceso de extrusión que da como resultado un producto final que consiste en numerosos tubos abiertos que estén encolados, unidos, fusionados o agrupados juntos de algún modo."  La geometría de la sección transversal de un tubo individual típicamente tiene una forma geométrica simple (círculo, elipse, hexágono, octógono, etc.) y está en el orden de 25 mm (0.98 in).  La sección transversal global del conjunto de tubos empaquetados se asemeja a un panal que le da su nombre.  En la actualidad, sólo se han utilizado polímeros rígidos ( Polipropileno y PVC) como material geocompatible.

## Especificaciones

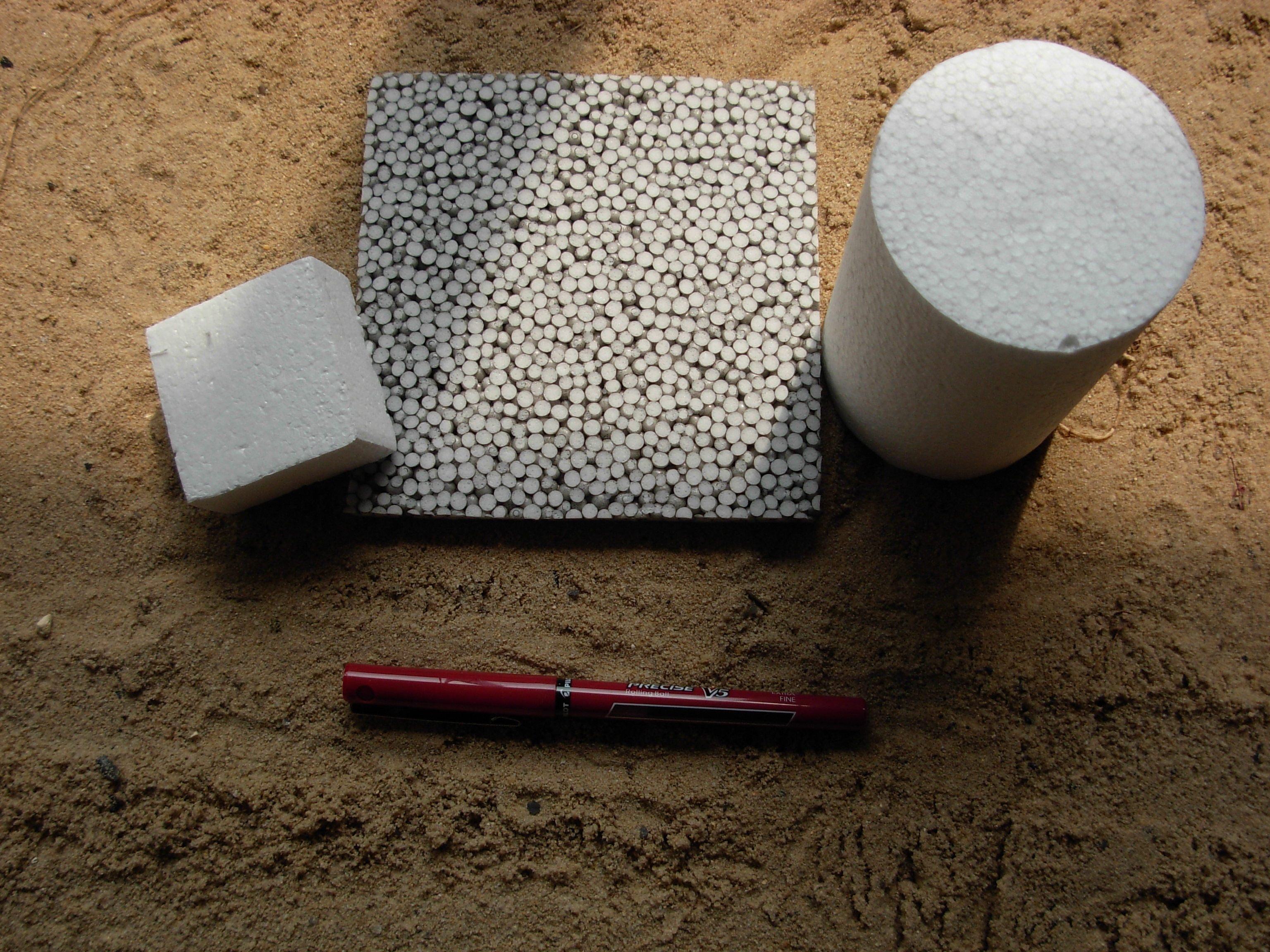
Geofoam

| TIPO - ASTM D6817                     | EPS12 | EPS15 | EPS19 | EPS22 | EPS29 |
| Densidad, kg de min./m3               | 11.2  | 14.4  | 18.4  | 21.6  | 28.8  |
| Fuerza, min de compresión., kPa en 1% | 15    | 25    | 40    | 50    | 75    |
| Fuerza, min de compresión, kPa en 5%  | 35    | 55    | 90    | 115   | 170   |
| Fuerza, min de compresión, kPa en 10% | 40    | 70    | 110   | 135   | 200   |
| Fuerza de flexión, min., kpa          | 69    | 172   | 207   | 276   | 345   |
| Índice de oxígeno, min., volumen %    | 24.0  | 24.0  | 24.0  | 24.0  | 24.0  |

| TIPO - ASTM D6817                         | XPS20 | XPS21 | XPS26 | XPS29 | XPS36 | XPS48 |
| Densidad, kg de min./m3                   | 19.2  | 20.8  | 25.6  | 28.8  | 35.2  | 48.0  |
| Fuerza de compresión , min., kPa en 1%    | 20    | 35    | 75    | 105   | 160   | 280   |
| Min. fuerza de compresión , kPa en 5%     | 85    | 110   | 185   | 235   | 335   | 535   |
| Min. de fuerza de compresión , kPa en 10% | 104   | 104   | 173   | 276   | 414   | 690   |
| Fuerza de flexión, min., kpa              | 276   | 276   | 345   | 414   | 517   | 689   |
| Índice de oxígeno, min., volumen %        | 24.0  | 24.0  | 24.0  | 24.0  | 24.0  | 24.0  |